# Jourdain du Pin
Jourdain du Pin ou Jourdain Lupin (en latin : Jordanus de Pino et en italien : Giordano Lupino), mort en juin 1197 au château de Lombardie dans la ville sicilienne d'Enna, est un noble italo-normand du royaume de Sicile. 1er comte de Bovino et gouverneur de la cité de Messine, il est célèbre pour avoir mené une révolte en 1196-97 dans le but de s'emparer du trône de Sicile.

## Biographie

### Origine familiale
Jourdain Lupin est le fils d'Hugues Lupin l'Ancien, comte de Catanzaro de 1167 à sa mort en 1190, et de Clémence de Catanzaro (Clemenzia de Catanzaro), fille du précédent comte et descendante de la Maison de Hauteville ayant régné sur la Sicile pendant plus d'un siècle. Hugues Lupin l'Ancien est un noble italo-normand né dans le royaume de France et probablement cousin de la reine Marguerite de Navarre. Il a auparavant servi comme régent du roi Guillaume II de Sicile et du chancelier Étienne du Perche, son cousin. C'est le frère de Jourdain, Hugues Lupin le Jeune, qui hérite du comté de Catanzaro avant d'obtenir en 1189 le comté de Conversano.

### Gouverneur de Bovino et Messine

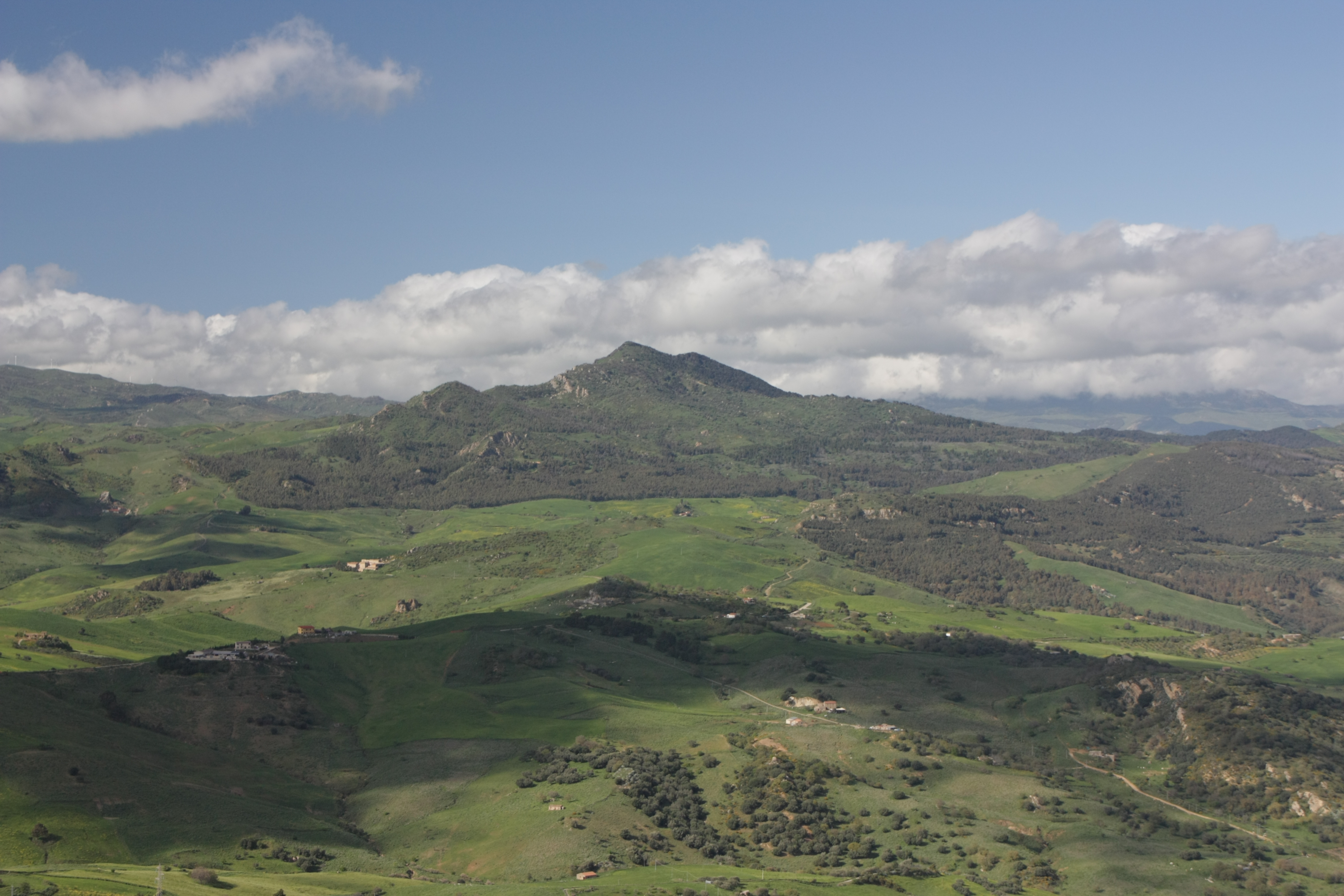
Mont Altesina (Tavis) en Sicile.

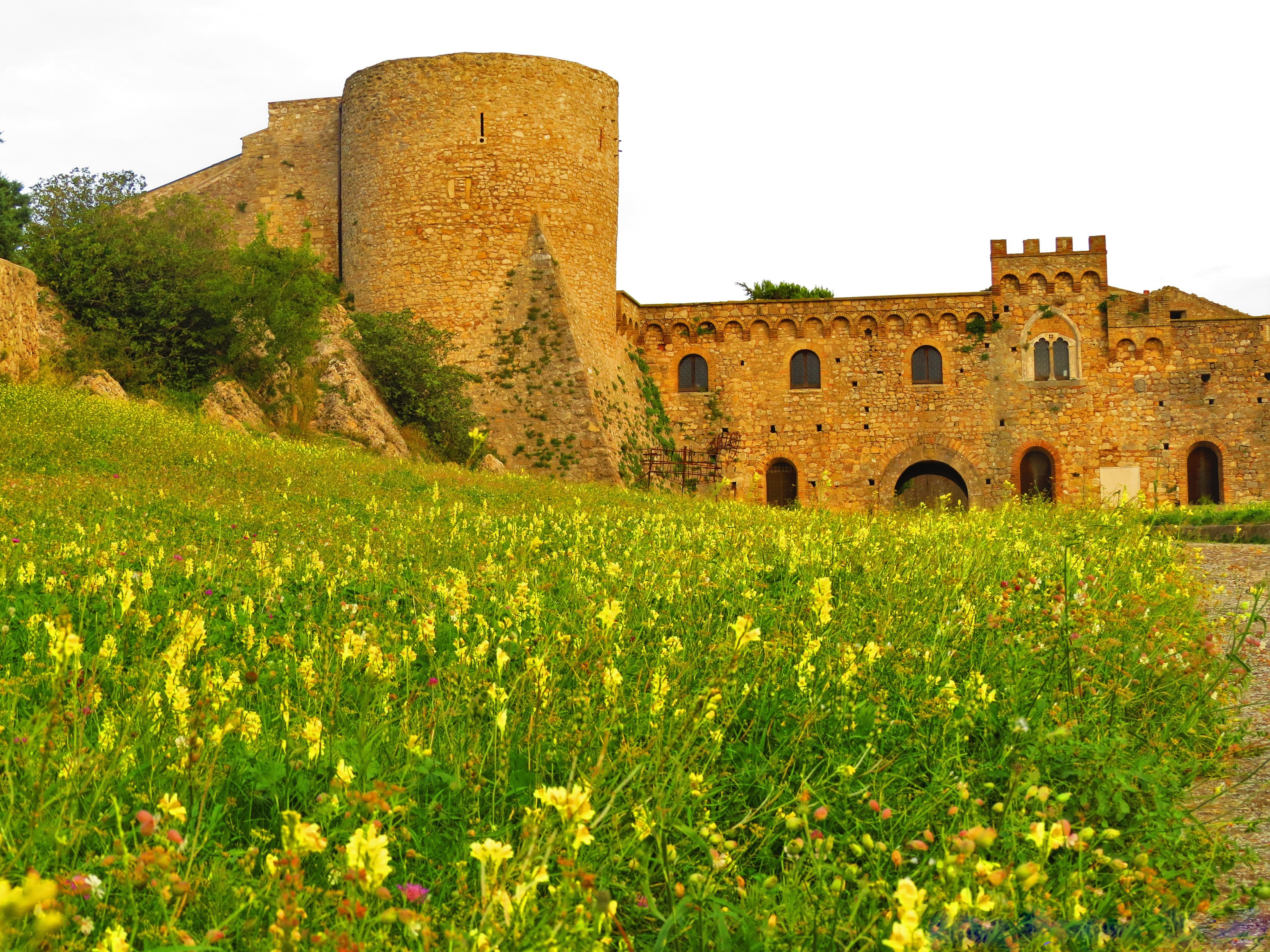
Château de Bovino

Jourdain du Pin fut avec Margaritus de Brindisi l'un des principaux officiers du roi Tancrède de Sicile, commandant la ville de Messine,.
À Palerme en mai 1183, Jourdain du Pin a été témoin du diplôme royal permettant le mariage de Roger de Tarsia et Maria, fille de Robert Malconvenant. Vers 1180, il était membre de la garde du corps royale et en mars 1187, sénéchal royal (regis senescalcus) sous William II. Il était aussi le seigneur de Tavis, une région située autour du mont Altesina dans les monts Héréens au centre de la Sicile. En 1189, dans le conflit de succession qui a suivi la mort de Guillaume II, il a soutenu Tancrède, qui l'a récompensé avec le comté de Bovino. Ce comté était une nouvelle entité créée dans le sud du comté de Loritello,. Il comprenait également les localités de Deliceto, Montellere et Monterisi. L'historien Errico Cuozzo suggère que le comté de Bovino lui aurait été accordé comme compensation à la perte de Messine.
À l'automne 1190, Tancrède avait confié à Jourdain la défense de Messine. Il en était responsable quand sont arrivées les armées de la Troisième croisade de Philippe II de France et Richard I d'Angleterre. Selon Roger de Hoveden, alors que le 4 octobre 1190 Jourdain et d'autres dirigeants siciliens rencontraient Richard, une émeute éclata et les croisés anglo-normands furent attaqués. En réponse, Richard a pris d'assaut la ville. Selon Roger de Hoveden et Ambroise, Jourdain et l'amiral sicilien Margaritus ont provoqué des émeutes en ville contre les croisés. Finalement Jourdain est obligé de céder Messine à Richard, qui est obligé par Philippe de le placer sous le contrôle des Templiers et des Hospitaliers de l'ordre de Saint-Jean de Jérusalem jusqu'à ce que Tancrède ait payé une indemnité. Selon Raoul de Dicet, Jourdain du Pin et Margaritus ont fui la ville en secret avec leurs familles. 
Les écrivains anglo-normands qui citent Jourdain (Roger de Hoveden, Richard de Templo et Ambroise), écrivaient qu'après la mort de Tancrède, Jourdain s'était rapproché  de l'empereur. Ils le désignent également comme « familiaris  », le plus haut rang de la cour, bien qu'il n'y ait aucune preuve que Jourdain ait eu ce rang.

### Révolte et exécution

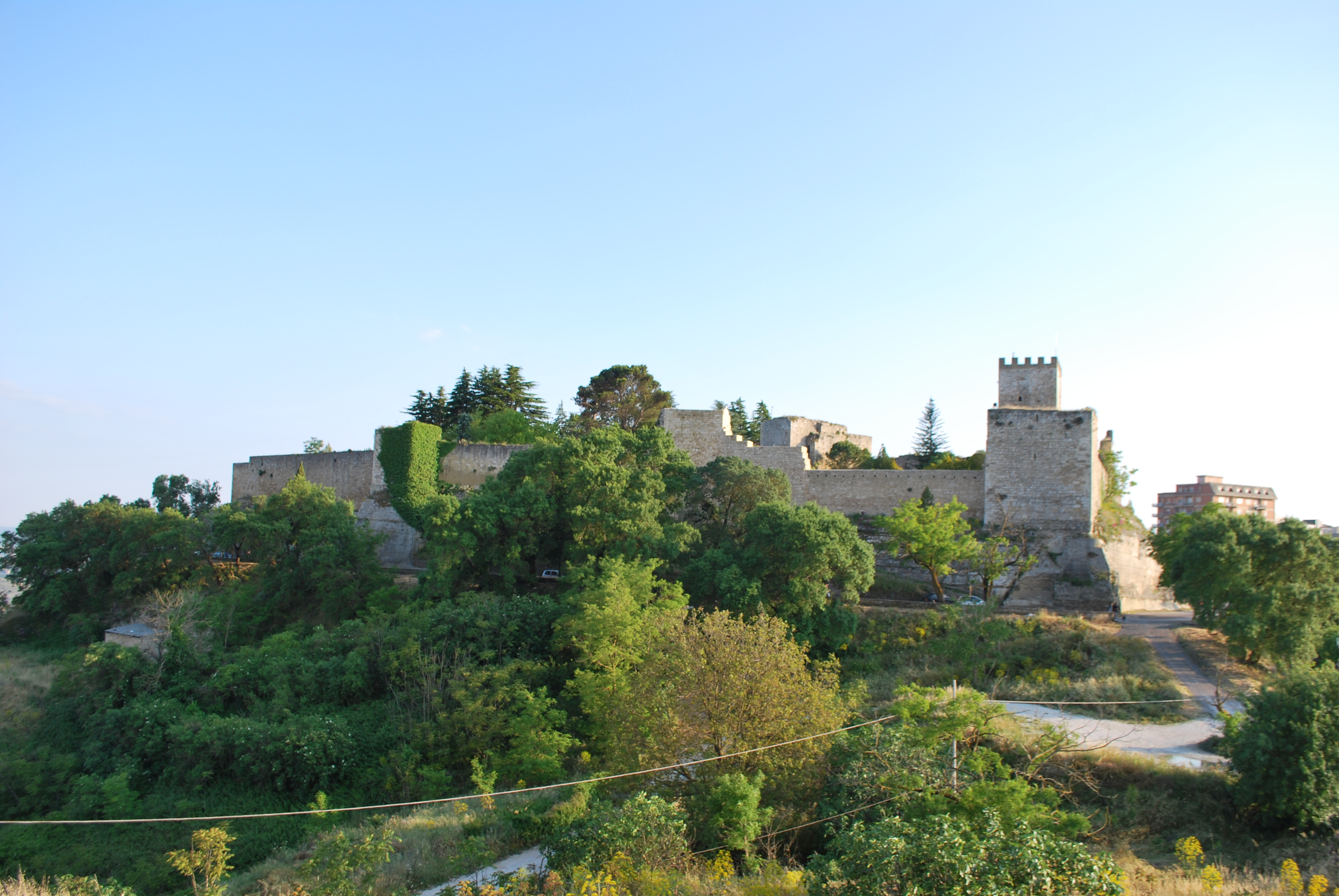
Château de Castrogiovanni.

Après la mort de Tancrède en 1194, l'empereur Henri VI reprend la Sicile au nom de sa femme, Constance de Hauteville, fille de Roger II. Jourdain et son frère Hugues soutiennent Henri après la mort de Tancrède obtenant la confiance de Henri et conservant leurs biens et privilèges siciliens. Errico Cuozzo soutient que Jourdain et son frère ont abandonné Tancrède et rejoint Henri dès l'été 1192. 
En mai 1197, alors que Henri traverse la Sicile pour se joindre à la croisade d'Henri VI, une révolte éclate et Jourdain et son frère sont impliqués. Selon les Annales Stadenses, le chef de la révolte était un Jordanus de Sicilia. L'historienne Evelyn Jamison l'identifie avec Jourdain Lupin, proposition qui est unanimement admise. Henri écrase la rébellion sans pitié, infligeant une terrible châtiment aux rebelles capturés. Jourdain du Pin, prétendant au trône a même été couronné et reçu en cadeau des bijoux de la reine Constance soutenant les rebelles contre son mari. Jourdain s'est caché dans le château de Castrogiovannipuis s'est finalement rendu à Henri qui l'a fait torturer et exécuter en juin 1197 en présence de la reine. Selon Otto de Sankt Blasien, l'empereur « a ordonné qu'un homme qui a aspiré à la couronne royale (c'est-à-dire Jourdain) devrait avoir une couronne fixée par des clous de fer ». D'autres indiquent qu'il a été forcé de s'asseoir sur un trône chauffé à blanc et que la couronne clouée sur sa tête ait été chauffée jusqu'à l'éclatement du crâne.

## Sources
- (en) Cet article est partiellement ou en totalité issu de l’article de Wikipédia en anglais intitulé « Jordan Lupin » (voir la liste des auteurs).
- Ambroise, Estoire de la Guerre sainte, XIIe s.
- Roger de Hoveden, Gesta Regis Henrici II et Gesta Regis Ricardi, XIIe s.